# Callanthias ruber
Callanthias ruber is een straalvinnige vissensoort uit de familie van de zeebaarzen (Callanthiidae). De wetenschappelijke naam van de soort werd voor het eerst geldig gepubliceerd in 1810 door Constantine Samuel Rafinesque.